# Наталка Гузар
Наталка Гузар (нар. 22 липня 1951, Ньюарк, Нью-Джерсі, США) — американсько-канадська художниця (жанр — живопис) українського походження.

## Родина
Народилась Наталка у Нью-Джерсі в сім'ї Гузарів — емігрантів з України. Її брат — український поет, критик, літературознавець, редактор англомовної енциклопедії України (Енциклопедія українознавства) Данило Гузар-Струк.

## Освіта
Здобула ступінь бакалавра образотворчих мистецтв у Ратґерському університеті в 1973 році, а потім переїхала до Торонто.

## Творчість
Її роботи почали експонуватись після переїзду до Канади, і з того часу Наталка Гузар отримала численні нагороди за свою мистецьку працю. Вона відома своїми великими репрезентативними олійними картинами, які висвітлюють аспекти української культури та історії. Тематика картин пов'язана з українським походженням мисткині, з питаннями національної та феміністичної ідентичности. Канадський музей історії, Національна галерея Канади та Художня галерея Онтаріо належать до числа установ, що мають картини Наталки Гузар. Також її полотна є у приватних колекціях.